# Erehof Zwolle (De Kranenburg)
Erehof Zwolle (De Kranenburg) is gelegen op de algemene begraafplaats van het voormalige landgoed De Kranenburg bij Zwolle. Deze begraafplaats is de grootste begraafplaats binnen de gemeente Zwolle. Het op deze begraafplaats gelegen erehof bestaat uit 9 stenen met daarop de volgende namen:
| Naam                           | Functie       | Onderdeel                         | Sq               | Overleden  | Leeftijd |
| ------------------------------ | ------------- | --------------------------------- | ---------------- | ---------- | -------- |
| Edgar Ronald Bristow           | Chauffeur     | Royal Engineers                   | 503 Field Coy.   | 10-05-1945 |          |
| William Alexander Greenshields | Piloot        | Royal Australian Air Force        | 464 (R.A.A.F) Sq | 27-11-1944 | 27       |
| Dennis Wilbert Johnson         | Piloot        | Royal Canadian Air Force          | 428 Sq           | 05-05-1943 | 21       |
| Thomas Ivor Jones              | Piloot        | R.A.F.                            | 103 Sq           | 22-05-1944 | 21       |
| William Ernest Jones           | Boordschutter | Royal Air Force Volunteer Reserve | 103 Sq           | 22-05-1944 | 23       |
| Edward Harry Norman            | Navigator     | R.A.F.                            | 464 (R.A.A.F) Sq | 27-11-1944 | 23       |
| Maurice Pickles                | Boordschutter | Royal Air Force Volunteer Reserve | 103 Sq           | 22-05-1944 |          |
| John Prosnyck                  | Bommenrichter | Royal Canadian Air Force          | 428 Sq           | 05-05-1943 | 24       |
| Frederick Thomas Stanley       | Boordschutter | Royal Canadian Air Force          | 419 Sq           | 05-05-1943 | 19       |

## Geschiedenis
Op 5 mei 1943 werd de Wellington X HE-864 van het 428e Squadron aangevallen door een Duitse nachtjager en stortte neer in Ittersum in de buurt van de Marsweg. Drie bemanningsleden overleefden de crash en werden krijgsgevangen gemaakt. Piloot sergeant D. Johnson en bommenrichter J. Prosnyck kwamen daarbij om. Zij werden begraven op de begraafplaats De Kranenburg.
Op 22 mei 1944 werd bommenwerper Lancaster I ME722 van het 103e Squadron aangevallen door een Duitse nachtjager toen hij op missie in Duitsland was. De romp en de vleugel werden geraakt. Bij een tweede aanval werd boordschutter Jonah Jones dodelijk getroffen. Bij de derde aanval werd nog een motor geraakt; het vliegtuig was inmiddels boven Nederlands grondgebied. De piloot gaf opdracht aan zijn bemanning om te springen. Twee bemanningsleden sprongen en kwamen in de buurt van Oldenzaal terecht. Ze werden later krijgsgevangen gemaakt. Ten noorden van Zwolle stortte het toestel brandend neer nabij de Hasselterdijk ten zuiden van Hasselt. Drie bemanningsleden kwamen om het leven en werden begraven op de begraafplaats de Kranenburg.
Op 27 november 1944 vlogen 15 De Havilland Mosquito's in de richting van Noord- en Oost-Nederland om daar het spoorwegverkeer te verkennen en te ontregelen. De Mosquito HT 353 werd geraakt door het Duitse luchtafweergeschut dat bij Hattem op de Hilsdijk stond. Het toestel stortte neer bij de oude trambaan, waarbij piloot W.A. Greenshields en navigator E.H. Norman om het leven kwamen. Zij werden begraven op de begraafplaats de Kranenburg.